# Janina Bauman
Janina Lewinson Bauman (Varsóvia, 18 de agosto de 1926 – Leeds, 29 de dezembro de 2009) foi uma escritora e jornalista polonesa de origem judaica.
Foi casada com o sociólogo e filósofo polonês Zygmunt Bauman.

## Biografia

### Infância
Janina nasceu em 1926, em Varsóvia, em uma família judaica que não praticava a religião. Seu pai, Szymon Lewinson, era um conhecido urologista e cirurgião da cidade, bem como vários outros parentes, além de ser reservista do Exército Polonês. A família não morava no bairro judaico de Varsóvia e estava na casa de campo da família quando a Alemanha invadiu a Polônia em setembro de 1939 na deflagração da Segunda Guerra Mundial.
Eles retornaram para a cidade onde foram obrigados a usar a estrela amarela que identificava todos os judeus. Janina tinha 13 anos na época. Janina viu muitos bombardeios na cidade antes que a resistência polonesa enfim fosse esmagada pelas forças nazistas e tomada. A comunidade já sabia o que tinha acontecido aos judeus na Alemanha e temiam que pudessem sofrer o mesmo destino na Polônia. Muitos de seus conhecidos fugiram para a União Soviética na esperança de fugir do destino aos outros judeus, mas a família de Janina ficou, pois sua avó estava muito doente e não poderia ser removida da cama.
Janina, sua mãe e sua irmã Sophie foram forçadas a se mudar para o gueto, onde moraram por dois anos e dois meses. No começo não era uma vivência difícil. Elas moravam em um apartamento pequeno e entulhado com apenas um banheiro e apesar da pouca comida, as crianças continuavam a estudar na casa de alguns professores que também foram despejados para o gueto. Mesmo esse privilégio de estudar tinha que ser mantido em segredo, já que os nazistas proibiram o ensino secundário na Polônia ocupada.
| “ | A caminho das aulas, que aconteciam em um dos apartamentos das meninas, eu caminhei pela rua repleta de moribundos e de cadáveres estendidos nas calçadas cobertos por jornais, presos com tijolos. Havia milhares de pessoas no gueto. Geralmente eram pessoas trazidas à força de pequenas aldeias e pequenas cidades ao redor de Varsóvia. Essas pessoas não tinham onde morar e não tinham nada, então viviam nas ruas pedindo comida e morriam nas calçadas de fome e doenças infecciosas, como o tifo. Então eu andava pela rua e via essas pessoas o tempo todo. Sempre que podia, dava um pouco de pão às crianças que pediam, mas devo dizer que me acostumei de alguma forma. | ” |

Janina ingressou na ‘Toporol’, uma pequena escola agrícola para jovens. Pequenos pedaços de terra, sobre os quais as casas ficavam antes do Cerco de Varsóvia, foram transformados em hortas. Os produtos deveriam ser entregues às cozinhas do Conselho Judaico para os famintos. Janina gostou muito de Toporol, especialmente estando ao ar livre e vendo suas plantinhas crescerem.
A vida começou a mudar rapidamente no gueto. A comida se tornou escassa e cara e Janina passou vários dias procurando comida suficiente para sua família e colegas da casa. Sophie foi atropelada por um caminhão alemão enquanto atravessava a estrada. Ela foi levada para o movimentado e superlotado hospital, onde foi tratada por uma concussão e ferimentos no olho e no pé esquerdos, recuperando-se totalmente em seguida.
Gradualmente, os moradores do gueto souberam do destino daqueles que eram levados para os campos de concentração. Ocasionalmente, alguém escapava dos trens abarrotados e acabava voltando com a notícia. Janina não se lembrava de ter visto algum alemão no gueto, pois as ações de deportação pareciam ser trabalhadas por ucranianos, letões, a polícia polonesa e a polícia judaica.
No inverno de 1942 e 1943, após a primeira grande deportação de judeus, Janina lembra-se de ter visto panfletos chamando os judeus para lutar e se defender na resistência. A segunda grande deportação começaria em janeiro. Janina queria muito se juntar a esses membros da resistência judaica, mas não tinha ideia de como contatá-los. Mais tarde, ela se aproximou do Armia Krajowa, o Exército Nacional Polonês, mas ficou desapontada ao saber que os judeus não eram aceitos.
A vidase tornava cada vez mais perigosa no gueto até que em 25 de janeiro de 1943, Janina, sua mãe e Sophie fugiram com a intenção de se esconder nas áreas arianas de Varsóvia. Seu primeiro abrigo foi com uma grande família em um apartamento grande e elegante. Eles estavam restritos a um quarto acarpetado com cortinas pesadas e não podiam se aproximar das janelas. A comida foi trazida para o quarto para eles e eles usaram o banheiro de manhã cedo e tarde da noite. A faxineira da família sabia que o quarto estava ocupado, mas nunca os viu.
Mais tarde, eles ficaram com um jovem casal envolvido na resistência polonesa. Durante o dia, Janina, sua mãe e sua irmã se escondiam atrás de um guarda-roupa. Era escuro e desconfortável para as três, mas seus anfitriões foram muito gentis. Eles fugiram quando o marido foi preso pelos nazistas.
| “ | Passei uns 2 anos me escondendo no chamado lado ariano, além dos muros do gueto de Varsóvia. Estava o tempo todo me escondendo, fugindo, procurando outro lugar para se esconder. Tive uma sorte inacreditável. Até fomos flagrados por um alemão… foi num campo provisório de Varsóvia para outros lugares onde ficamos. Fomos enviados para este campo de Pruszkow e fomos vistos como judeus por um soldado alemão. Mais uma vez tivemos sorte porque ele queria apenas atirar em nós no local, mas então ele provavelmente pensou que tinha que pedir a permissão de seu superior, e ele nos deixou prometendo que voltaria em um momento para lidar com a gente. De repente apareceu um homem, não sei de onde, como se caísse do céu. Um polonês forte. Ele disse: “Fujam comigo!” e nos levou para um esconderijo no acampamento e sobrevivemos novamente. | ” |

Ainda escondida durante a Revolta de Varsóvia de 1944, Janina ficou gravemente doente devido à tuberculose, que contraiu enquanto morava no gueto. Elas ficaram escondidas com outras famílias em um porão e agradeciam constantemente aos vizinhos, que foram muito gentis e trouxeram comida para eles.
Os poloneses em Varsóvia estavam cientes do progresso do Exército Vermelho e não conseguiam entender sua aparente relutância em invadir a capital. Eles se acostumaram com os sons constantes de armas disparando do outro lado do rio Vístula, e Janina se lembra de algumas pessoas tentando contatá-los, nadando pelo rio. Após o levante de 1944, Janina, a mãe e a irmã foram deportadas para o sul. Encontraram abrigo com uma velha senhora e seu filho, um padre. Elas permaneceram lá até a chegada dos soviéticos.
Foi nessa época que Janina descobriu que o pai tinha morrido. Seu pai foi destacado para trabalhar em um hospital de campo, mas foi feito prisioneiro pelos soviéticos e enviado para o campo de Kozielsk. Ela estava descascando batatas quando viu o nome do pai numa lista em um jornal sobre a mesa. Ele e o irmão foram mortos no Massacre de Katyn, na Rússia.

### Pós-Segunda Guerra
Após a libertação da Polônia, em janeiro de 1945, Janina, sua mãe e sua irmã voltaram para Varsóvia e lá viveram por muitos anos. A Cruz Vermelha mais tarde confirmou a morte de seu pai na floresta de Katyn. Sophie e sua família partiram para Israel em 1957 com sua mãe. Querendo pertencer a essa nova Polônia, Janina se lançou com um idealismo apaixonado pela causa do sionismo e, mais tarde, pela reconstrução da Polônia socialista. Em março de 1948, enquanto estudava jornalismo na Academia de Ciências da Polônia, Janina conheceu o capitão do exército, intelectual e comunista comprometido com a causa polonesa, Zygmunt Bauman. Ela aceitou seu pedido de casamento nove dias depois de se conhecerem.
Janina trabalhou na indústria cinematográfica polonesa como tradutora, pesquisadora e editora de roteiros, enquanto Zygmunt era professor na Universidade de Varsóvia. O casal deixou a Polônia com as três filhas em 1968 e se estabeleceu na Inglaterra após morar três anos em Israel. Ela trabalhou como bibliotecária assistente em uma escola e, ao se aposentar precocemente, escreveu sua biografia Winter in the Morning, publicada em 1991, e a história de sua vida na Varsóvia pós-guerra, A Dream of Belonging.

## Morte
Janina morreu em 29 de dezembro de 2009, em Leeds, aos 83 anos.

## Legado
Em 2010, a família Bauman criou o Prêmio Janina Bauman para o melhor ensaio submetido ao Instituto Bauman da Universidade de Leeds.

## Obras
- Winter in the Morning (1986), baseado em seus diários durante a Segunda Guerra Mundial (publicado no Brasil como Inverno da manhã pela Companhia das Letras (2005);
- A Dream of Belonging (1988);
- Beyond These Walls (2009), livro único com os dois volumes anteriores.